# Mirkhond
Moḥammad ibn Khvandshah ibn Maḥmūd, conosciuto più semplicemente come Mirkhond (in persiano محمد بن خاوندشاه بن محمود‎) o, alla latina, Mirchond (in persiano میرخواند‎, Mīr-Khvānd; Bukhara, 1433 – Herat, 22 giugno 1498), è stato uno storico persiano.

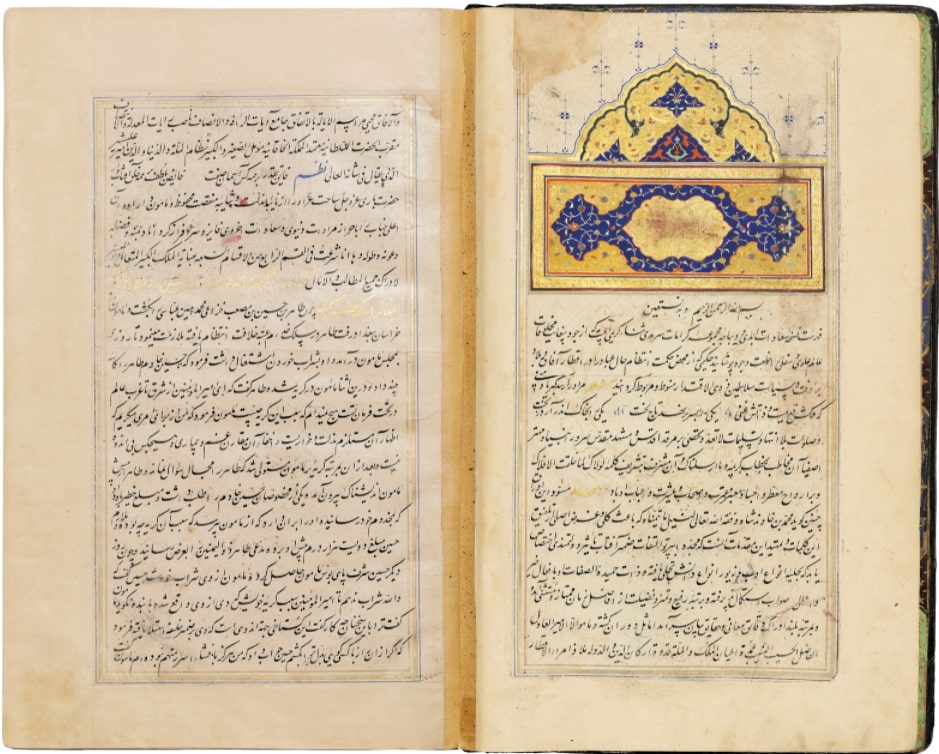
Manoscritto del Rawżat aṣ-ṣafāʾ di Mirkhond. La copia risale al 1635 e all'epoca dell'impero safavide

È conosciuto principalmente per la sua storia universale, intitolata Rawżat aṣ-ṣafāʾ ("Il giardino della purezza"), che scrisse sotto il patrocinio dell'alto rango funzionario Ali-Shir Nava'i (morto nel 1501). Secondo l'orientalista tedesco Bertold Spuler, Il giardino della purezza è la più importante storia universale scritta in persiano per quanto riguarda il mondo islamico.

## Biografia
Nato nel 1433/1434 circa nella città di Bukhara nella Transoxiana governata dall'impero timuride, Mirkhond apparteneva a una famiglia di sayyid, discendenti dal profeta islamico Maometto. Era il figlio di Burhan al-Din Khvandshah (morto nel 1466/1467), che era un discepolo dello sceicco sufi Baha al-Din Umar Jaghara'i (morto nel 1453) nella città di Herat, dove la famiglia di Mirkhond si era affermata. Suo fratello era il sadr (capo dei finanziamenti religiosi) del principe ereditario timuride Badi 'al-Zaman Mirza (morto nel 1514), il figlio maggiore del sovrano in carica Husayn Bayqara (r. 1469-1506).
Mirkhond scrisse sotto il patrocinio di Ali-Shir Nava'i (morto nel 1501), un importante consigliere di Husayn Bayqara e sostenitore delle arti e della letteratura. Mirkhond intratteneva buoni rapporti con Nava'i, come indicato dalla descrizione di quest'ultimo compiuta dallo scrittore nella sua storia universale Rawżat aṣ-ṣafāʾ ("Il giardino della purezza"), così come il resoconto positivo di Mirkhond nel dizionario biografico di Nava'i Majālis al-nafāʾis ("Le assemblee di talenti rari"). Basandosi sul libro di storia timuride Maṭlaʿ al-saʿdayn di Abd al-Razzaq Samarqandi (morto nel 1482) come fonte d'ispirazione, Mirkhond iniziò a scrivere il suo Rawżat aṣ-ṣafāʾ nel 1474/1475. Egli trascorse molti anni nel khanqah di Ilkhlasiyya, un edificio eretto per i sufi da Nava'i nel 1483. Verso la fine della sua vita, visse per un anno nel santuario di Gazar Gah dell'eminente studioso hanbalista e sufi Khwaja Abdullah Ansari (morto nel 1088), vicino a Herat. Mirkhond morì a Herat il 22 giugno 1498 e fu sepolto nel santuario di Baha al-Din Umar Jaghara'i, lo stesso luogo di suo padre.
Il figlio della figlia di Mirkhvand Khvandamir (morto nel 1535/1536), che aveva istruito e a cui aveva affidato la gestione del suo sistema di patronati, scrisse una versione concisa del lavoro di suo nonno nel 1500, il Khulāṣat al-akhbār fī bayān aḥwāl al-akhyār ("Resoconti sommari sugli affari di coloro che non sono più vivi").

## Opere

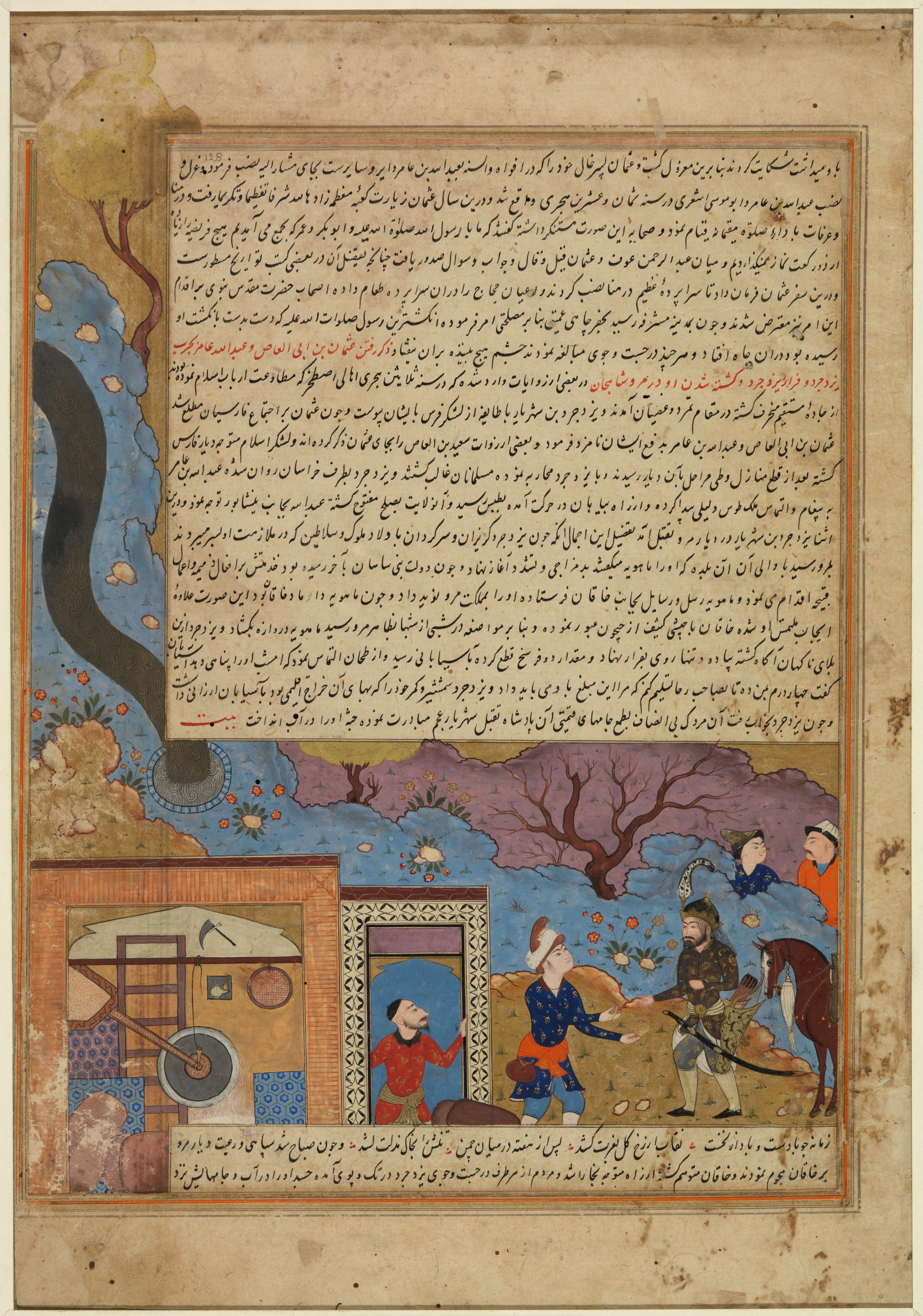
Il re sasanide Yazdgard III (r. 632-651) fugge al mulino di Merv. Illustrazione tratta dal Rawżat aṣ-ṣafāʾ e risalente al 1595

L'unica opera conosciuta di Mirkhond è la Rawżat aṣ-ṣafāʾ, una storia del mondo dalla creazione da un punto di vista musulmano, divisa in una prefazione, sette volumi e un epilogo. Il volume finale e l'epilogo erano incompleti al momento della morte di Mirkhond e furono successivamente completati da Khvandamir. Una discussione sui benefici che l'opera potrebbe arrecare è riportata nel corso del testo, una tradizione che risale almeno al XII secolo, quando Ibn Funduq (morto nel 1169) fece lo stesso nel suo Tarikh-i Bayhaq (1168). Tale formato è stata copiato e riproposto da altri tre illustri storici: si pensi al Tarikh di Qasim Beg Hayati Tabrizi (1554); al Majma al-akhbar di Hossein Nishapuri Vuqu'i (1591/1592); allo Sharafnama di Sharaf Khan Bidlisi (1596). Il lavoro di Mirkhvand attirò molta attenzione, come dimostrato dalle numerose traduzioni che si susseguirono, tra cui l'Ḥadīqat al-ʿulyā di epoca ottomana dedicato da Mustafa ibn Hasanshah al gran visir Rüstem Pascià (morto nel 1561) nel 1550 e il Tercümān-i düstūr fī ḥavādisel-zamān wa-l-dühūr realizzato da Mehmed Kemal Balatzade nel 1555. Il Rawżat aṣ-ṣafāʾ era una delle tre opere generalmente lette dagli studenti di storia nell'impero Moghul.
Esistono centinaia di copie del Rawżat aṣ-ṣafāʾ, circostanza che lo rende uno dei libri di storia persiani più riprodotti. Tuttavia, né la recente di Parviz (1959/1960) e Kiyanfar (2001) né le litografie del XIX secolo si basano sulla versione più antica dei libri. Ad esempio, l'edizione di Kiyanfar si basa sul Rawżat al-ṣafā-yi Nasir (scritto nel 1854-1856) dello scrittore iraniano del XIX secolo Reza-Qoli Khan Hedayat (morto nel 1871), una continuazione del Rawżat aṣ-ṣafāʾ e basato su una litografia stampata a Bombay nel 1849/1850. Il Rawżat aṣ-ṣafāʾ è stato spesso analizzato dagli orientalisti occidentali dal XVII al XIX secolo per comprendere la storia dell'Iran. Di conseguenza, ne esistono numerose traduzioni incomplete in lingue europee.
Secondo l'orientalista tedesco Bertold Spuler, il lavoro è la più importante storia universale in persiano relativa al mondo islamico.